# Campeonato Roraimense de Futebol de 2014
O Campeonato Roraimense de Futebol de 2014 foi a 59.ª edição do futebol do estado de Roraima. O Campeonato transcorreu a partir de 8 de março de 2014, deve contar com 6 clubes, um a mais que na edição anterior, o Rio Negro, que participou da ultima vez na edição de 2012 do certame.O campeão São Raimundo disputou a Copa do Brasil de 2015 

## Regulamento
O Campeonato Roraimense de 2014 será disputado em dois turnos, sendo que os campeões de cada enfrentam-se em uma final com jogo único e sem vantagens para nenhuma equipe finalista. O primeiro turno será disputado em pontos corridos e o time que mais pontuar será automaticamente o campeão desta etapa. Os quatro primeiros colocados no primeiro turno avançam para o segundo turno, que será disputado em forma de semifinal. Os confrontos da semifinal (segundo turno) serão definidos por meio de sorteio. Após a definição do time campeão do segundo turno, o mesmo enfrenta o campeão do primeiro. Com vitória de um mesmo time nos dois turnos, a equipe vencedora sagra-se automaticamente campeã estadual de 2014. 

## Primeiro Turno (Taça Boa Vista)

### Resultados

#### 1ª Rodada
| 15-03 | Rio Negro-RR             | 2 - 0 | GAS | Estádio Ribeirão, Boa Vista |
| 16:30 | Paulinho - 48 César - 73 |       |     |                             |

| 15-03 | Atlético Roraima | 0 - 4 | Baré                                           | Estádio Ribeirão, Boa Vista |
| 18:20 |                  |       | Diney - 17 Douglas - 47 Ítalo - 66 Neymar - 84 |                             |

#### 2ª Rodada
| 19-03 | Baré                                                                            | 6 - 0 | Rio Negro-RR | Estádio Ribeirão, Boa Vista |
| 18:30 | Nonato - 3 Franciney - 13 Ediney - 42 Nonato - 50 Iranílson - 53 Franciney - 58 |       |              |                             |

| 19-03 | Náutico-RR         | 1 - 1 | São Raimundo-RR | Estádio Ribeirão, Boa Vista |
| 20:20 | Eduardo Magrão - 5 |       | Rafael - 35     |                             |

#### 3ª Rodada
| 22-03 | GAS | 1 - 3 | Baré | Estádio Ribeirão, Boa Vista |
| 16:30 |     |       |      |                             |

| 22-03 | Rio Negro-RR              | 2 - 2 | Atlético Roraima                | Estádio Ribeirão, Boa Vista |
| 18:20 | Walleson - 25 Rangel - 40 |       | Maikon - 49 Rafael Fonseca - 63 |                             |

#### 4ª Rodada
| 29-03 | São Raimundo-RR                                  | 4 - 1 | GAS          | Estádio Ribeirão, Boa Vista |
| 16:30 | Rafael - 14 Evandro - 44 Rafael - 62 Rafael - 85 |       | Negueba - 54 |                             |

| 29-03 | Atlético Roraima | 3 - 3 | Náutico-RR | Estádio Ribeirão, Boa Vista |
| 18:20 |                  |       |            |                             |

#### 5ª Rodada
| 05-04 | GAS | 1 - 2 | Atlético Roraima | Estádio Ribeirão, Boa Vista |
| 16:30 |     |       |                  |                             |

| 05-04 | Baré | 0 - 2 | Náutico-RR | Estádio Ribeirão, Boa Vista |
| 18:20 |      |       |            |                             |

#### 6ª Rodada
| 12-04 | Rio Negro-RR | 2 - 0 | Náutico-RR | Estádio Ribeirão, Boa Vista |
| 16:30 |              |       |            |                             |

| 12-04 | Atlético Roraima | 1 - 3 | São Raimundo-RR | Estádio Ribeirão, Boa Vista |
| 18:20 |                  |       |                 |                             |

#### 7ª Rodada
| 19-04 | São Raimundo-RR | 3 - 1 | Rio Negro-RR | Estádio Ribeirão, Boa Vista |
| 16:30 |                 |       |              |                             |

| 19-04 | Náutico-RR | 5 - 1 | GAS | Estádio Ribeirão, Boa Vista |
| 18:20 |            |       |     |                             |

#### 8ª Rodada
| 26-04 | Baré | 0 - 1 | São Raimundo-RR | Estádio Ribeirão, Boa Vista |
| 17:00 |      |       |                 |                             |

### Desempenho por rodada
Clubes que lideraram ao final de cada rodada:
| Rodadas | Rodadas | Rodadas | Rodadas | Rodadas | Rodadas | Rodadas | Rodadas |
| ------- | ------- | ------- | ------- | ------- | ------- | ------- | ------- |
| 1       | 2       | 3       | 4       | 5       | 6       | 7       | 8       |
| BAR     | BAR     | BAR     | BAR     | BAR     | BAR     | SRA     | SRA     |

Clubes que ficaram na última posição ao final de cada rodada:
| Rodadas | Rodadas | Rodadas | Rodadas | Rodadas | Rodadas | Rodadas | Rodadas |
| ------- | ------- | ------- | ------- | ------- | ------- | ------- | ------- |
| 1       | 2       | 3       | 4       | 5       | 6       | 7       | 8       |
| ARR     | ARR     | GAS     | GAS     | GAS     | GAS     | GAS     | GAS     |

### Premiação
| Campeão Taça Boa Vista           |
| -------------------------------- |
|                                  |
| São Raimundo Campeão (2º título) |

## Segundo Turno (Taça Roraima)
|  | Semifinais            | Semifinais |   |  | Final                 | Final |  |
|  |                       |            |   |  |                       |       |  |
|  | 10 de maio – Ribeirão |            |   |  |                       |       |  |
|  | Baré                  | 1          |   |  |                       |       |  |
|  | São Raimundo-RR       | 3          |   |  |                       |       |  |
|  |                       |            |   |  |                       |       |  |
|  |                       |            |   |  | 14 de maio – Ribeirão |       |  |
|  |                       |            |   |  | São Raimundo-RR       | 2     |  |
|  |                       | Náutico-RR | 1 |  |                       |       |  |
|  |                       |            |   |  |                       |       |  |
|  |                       |            |   |  |                       |       |  |
|  |                       |            |   |  |                       |       |  |
|  | 10 de maio – Ribeirão |            |   |  |                       |       |  |
|  | Náutico-RR            | 5          |   |  |                       |       |  |
|  | Atlético Roraima      | 2          |   |  |                       |       |  |

### Resultados

#### Semifinais
| 10-05 | Baré | 1 - 3 | São Raimundo-RR | Estádio Ribeirão, Boa Vista |
| 16:30 |      |       |                 |                             |

| 10-05 | Atlético Roraima | 2 - 5 | Náutico-RR | Estádio Ribeirão, Boa Vista |
| 18:20 |                  |       |            |                             |

#### Final
| 14-05 | São Raimundo-RR             | 2 - 1 | Náutico-RR        | Estádio Ribeirão, Boa Vista |
| 19:30 | Filho - 26'1T/ Igor - 32'2T |       | Garrincha - 28'2T |                             |

### Premiação
| Campeão Taça Roraima             |
| -------------------------------- |
|                                  |
| São Raimundo Campeão (3º título) |

## Premiação
O São Raimundo foi campeão dos dois turnos e não foi necessário uma final geral.
| Campeão Estadual de Roraima de 2014 Representante RR na Série D 2014 Representante RR na Copa do Brasil de 2015 Representante RR na Copa Verde de 2015 |
| --- |
| |
| São Raimundo Campeão (6º título) |

| Vice Campeão: | Terceiro colocado: | Quarto colocado: |
| ------------- | ------------------ | ---------------- |
| Náutico-RR    | Baré               | Atlético Roraima |